# Adesmia augusti
Adesmia augusti es una especie de planta floral del género Adesmia, categorizada en la tribu Dalbergieae, de la subfamilia Faboideae.
Fue descrita por el botánico estadounidense James Francis Macbride. Aparece registrada y publicada en una sección de la revista Publications of the Field Museum of Natural History 8: 100 de 1930.

## Distribución
Especie nativa de Perú. Crece en el bioma de montaña.